# Partido por África

Póster del Partido por África

La serie Partidos por África es una saga de partidos de exhibición de tenis. Están organizados por Roger Federer y Rafael Nadal para recaudar fondos para la ayuda humanitaria a los países del continente africano. Cada partido ha recaudado más de un millón de dólares en apoyo de programas educativos y deportivos para niños en África.
El primer Partido por África se celebró Suiza con Federer contra su mayor rival y amigo, Rafael Nadal . También se emparejó con otro partido de exhibición benéfica jugado en la España natal de Nadal y titulado Uniendo fuerzas en beneficio de los niños. A partir del Partido por África 4, los jugadores también participaron en un partido de dobles en el que cada uno se asoció con una celebridad. La edición de 2020, disputada por Federer y Nadal en el Estadio de Ciudad del Cabo, atrajo a 51.954 espectadores, estableciendo el récord de mayor asistencia a un partido de tenis. 

## Partido por África
El primer «Match for Africa» fue un partido de exhibición de tenis que se disputó el 21 de diciembre de 2010. El partido se disputó entre el jugador número uno del mundo, Rafael Nadal, y el número dos del mundo, Roger Federer, en el Hallenstadion de Zúrich, Suiza. El partido se jugó en beneficio de la Fundación Roger Federer, que recauda dinero para financiar la escolarización, el transporte y la alimentación de los niños en África . Fue el primero de dos partidos de exhibición disputados por los jugadores en el espacio de dos días, con un partido que se celebraría en la Caja Mágica de Madrid, en el país natal de Nadal, España, al día siguiente. El partido en Madrid fue a beneficio de la fundación de Nadal, la Fundación Rafa Nadal, y el partido se tituló "Uniendo fuerzas en beneficio de los niños" . 
La oferta del evento en el Hallenstadion fue alta y las 10.500 entradas se agotaron a los pocos minutos de salir a la venta en septiembre de 2010. El partido lo ganó el favorito local Federer en tres sets, con un resultado de 4-6, 6-3, 6-3.  El segundo partido en Madrid lo ganó Nadal por 7-6 (7-3), 4-6, 6-1. 

## Partido en África 2020
La sexta edición de la saga, y la más importante, tuvo lugar el 7 de febrero de 2020 en Ciudad del Cabo, Sudáfrica, y contó con la participación de Roger Federer y Rafael Nadal. Federer confirmó la fecha, lugar y oponente durante la edición 2019 de Wimbledon. Federer dijo que había buscado la participación de Nadal durante dos años antes de llegar a una fecha acordada. Sudáfrica es la nación de nacimiento de la madre de Federer y el foco de su fundación benéfica, ya que Federer también es ciudadano sudafricano. Al evento asistieron 51.954 personas -la asistencia más alta jamás registrada en un partido de tenis- y se recaudaron más de 3,5 millones de dólares para ayudar a la educación de los niños en África. 